# Otto von Schrader
Otto von Schrader född 18 mars 1888 i Ostpreussen, död 19 juli 1945 i Bergen i Norge genom självmord, var en tysk sjömilitär, amiral 1942. Han erhöll Riddarkorset av Järnkorset 1943.